# Tomáš Rezek

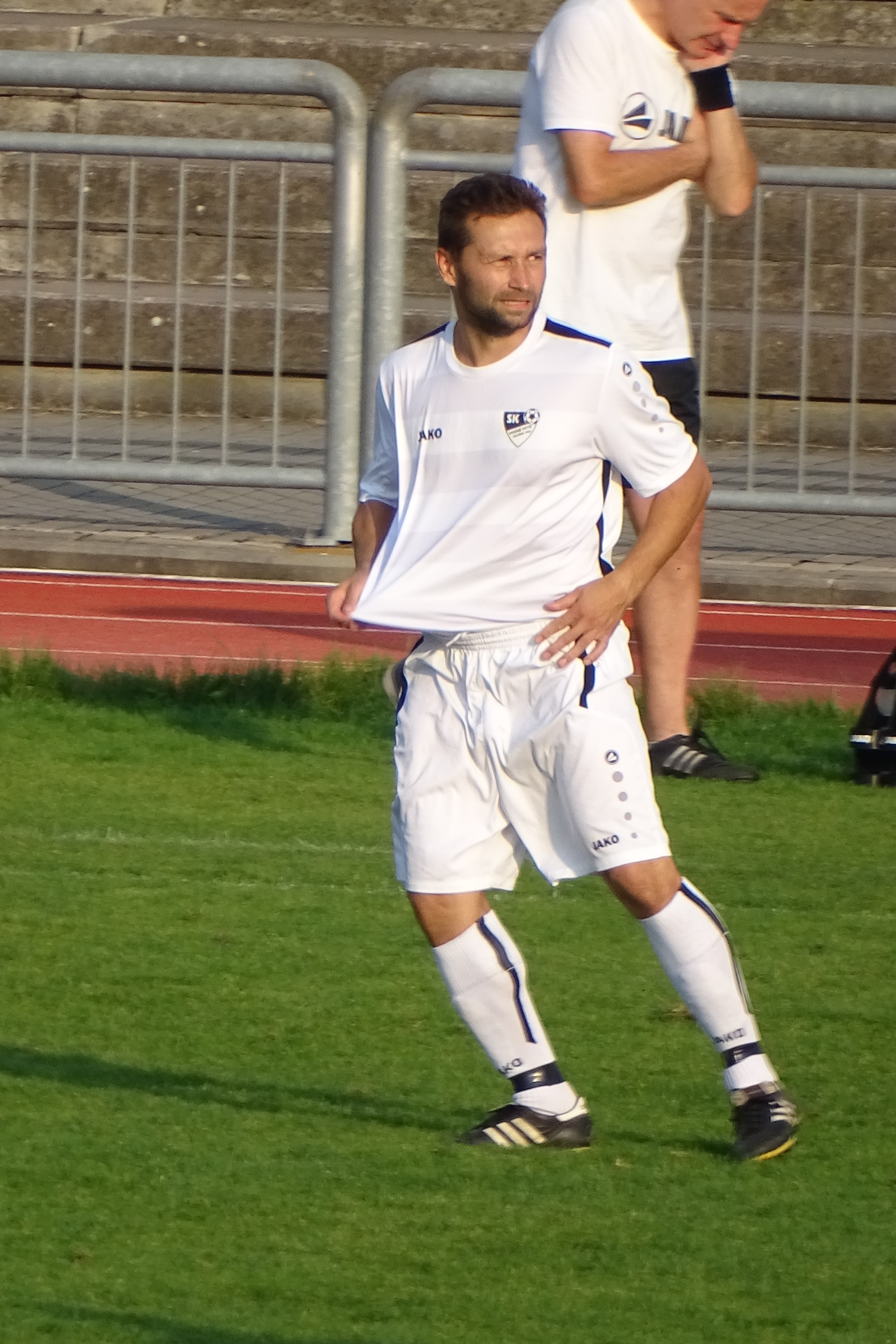
Tomáš Rezek v dresu SK Vysokého Mýta

Tomáš Rezek (* 9. května 1984) je český fotbalista, záložník.

## Fotbalová kariéra
Hraje za FC Hradec Králové. Krajní záložník, může hrát vpravo i vlevo. Technický, umí obejít protihráče a připravit šanci. Ke konci sezóny 2011-2012 nastoupil v lize k 41 utkáním a dal 1 gól.